# Uropoda amanisimilis
Uropoda amanisimilis es una especie de arácnido del orden Mesostigmata de la familia Uropodidae.

## Distribución geográfica
Se encuentra en el Archipiélago Bismarck y Papúa Nueva Guinea.